# Casa de Yamín Benarroch
La Casa de Yamín Benarroch es un edificio historicista neoárabe del Ensanche Modernista de Melilla, situado en la Calle López Moreno de la ciudad española de Melilla que alberga la sinagoga Or Zaruah y forma parte del conjunto Histórico de Melilla, un Bien de Interés Cultural.

## Historia
Fue construido entre 1925 y 1927 por el contratista Lázaro Torres, con decoraciones de Vicente Maeso y cerrajerías de Vicente Palomo, según diseño de Enrique Nieto, de septiembre de 1924

## Descripción
Consta de planta baja y dos plantas. En la principal se dispone la vivienda de la familia Yamín Benarroch y en la superior la Sinagoga Or Zaruah. Está construido con paredes de mampostería de piedra local y ladrillo macizo, con vigas de hierro y bovedillas de ladrillo macizo para los techos, a excepción de los de la última planta que se cubren con una cubierta a dos aguas.

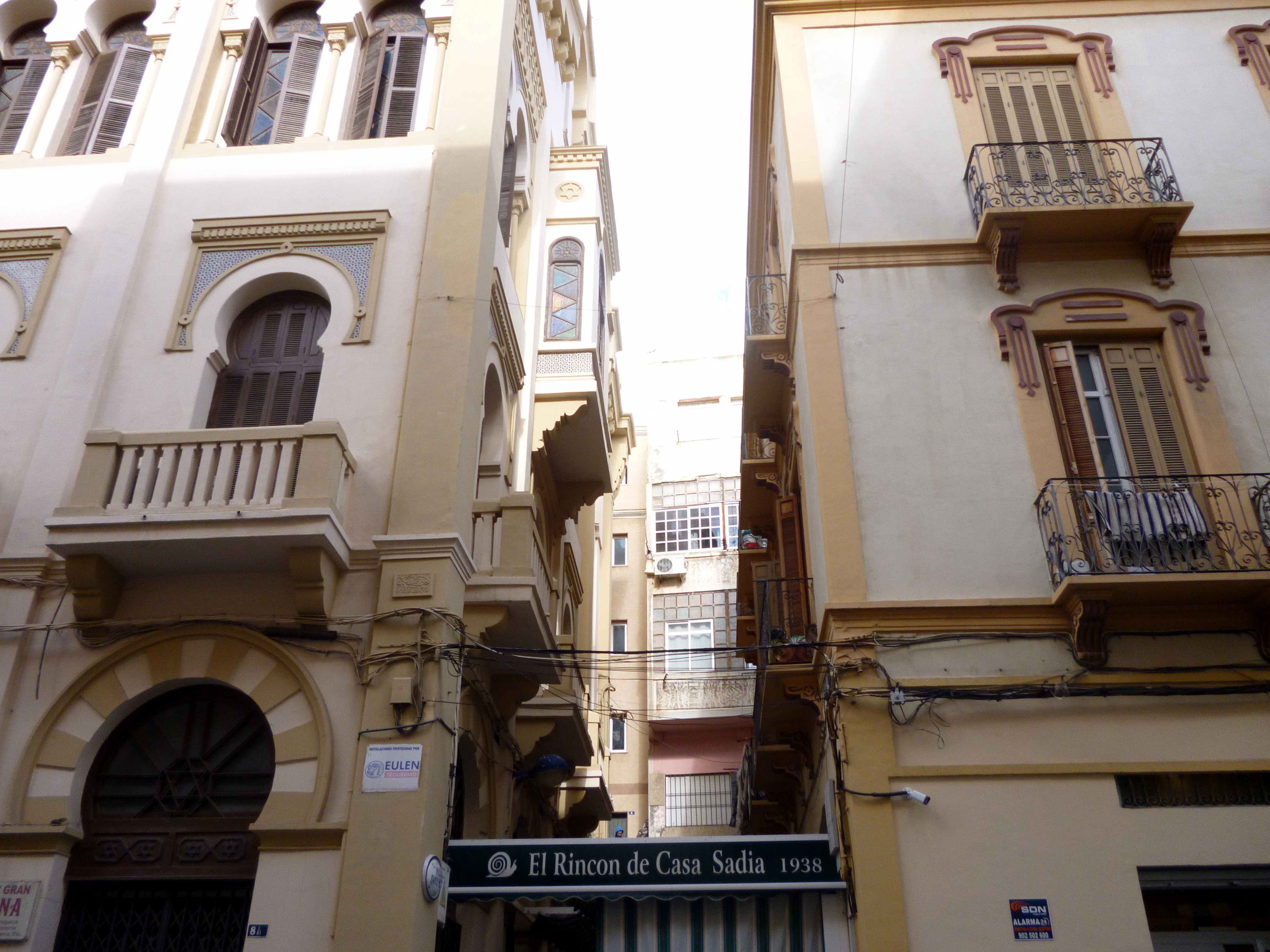
Pasadizo David Melul

Sus fachadas están compuestas de unos bajos con puertas en arcos de herradura con dovelas en las que se alternan el blanco y el amarillo, con una planta principal con el mismo tipo de arcos con un alfiz que dan paso a balcones, mientras en la planta primera existen ventanas bíforas, con columnas en el centro que dan paso a los mismos arcos, existiendo en la fachada central un mirador central en la segunda planta.

### Sinagoga Or Zaruah

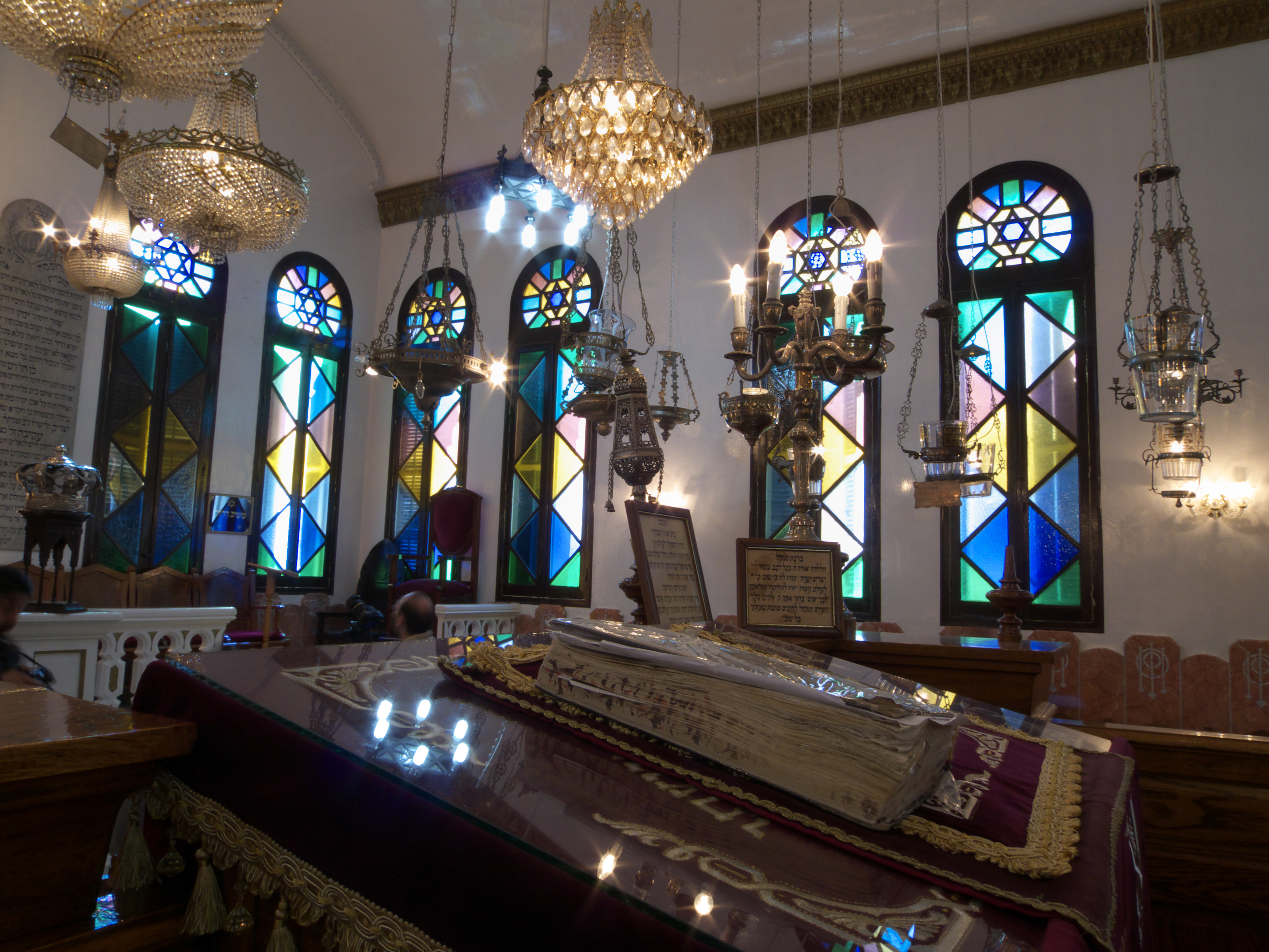
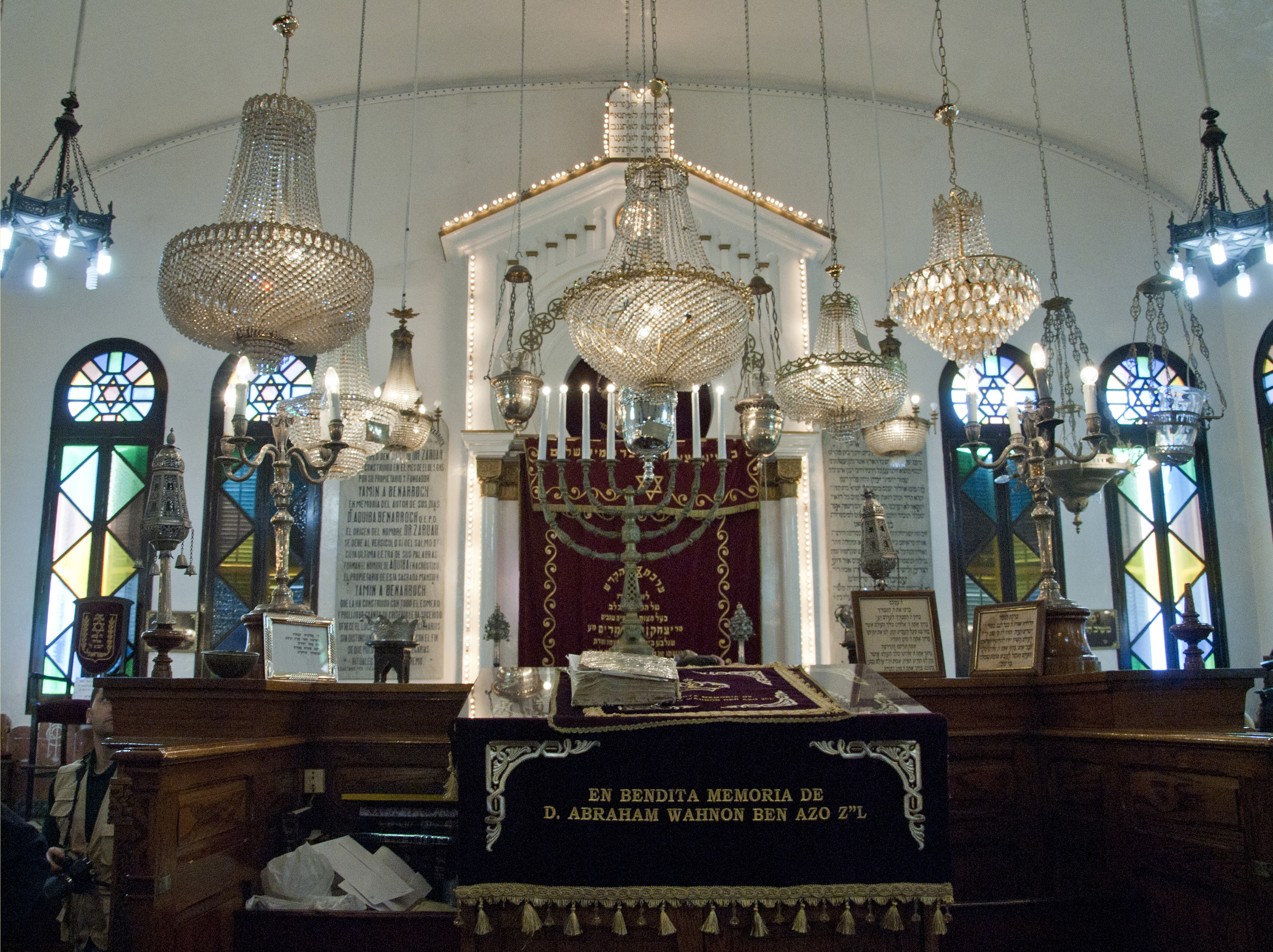

Su nombre se traduce cómo de la Luz santa o sagrada y fue erigida por Yamín Benarroch, propietario del inmueble, en memoria de su padre.
El templo judío más importante de Melilla cuenta con el esquema tradicional de las sinagogas sefardíes en el Magreb, con la pared principal orientada al Este, Jerusalén, que contiene al Aarón Hakódesh o armario sagrado, con el Sefer Torá o Torá en rollos.
En su centro se sitúa el púlpito, ricamente labrado en madera, y rodeándolo, los asientos que ocupan casi toda la sinagoga, con algunos alrededor de las paredes, todos estos para hombres, las mujeres se sitúan en el fondo, de cara al Arón Hakódesh, en la Azará, o atrio de las mujeres, con celosías.